# Marguerite Perey
Pour les articles homonymes, voir Perey.
Marguerite Perey, née à Villemomble le 19 octobre 1909 et morte à Louveciennes le 13 mai 1975, est une chimiste française.
Elle est connue pour avoir isolé le francium en 1939. En 1949, elle est professeur titulaire de la chaire de chimie nucléaire à l'université de Strasbourg dans l'Institut de recherche nucléaire. Elle est la première femme élue correspondante de l'Académie des sciences en 1962.

## Biographie
Marguerite Perey est née le 19 octobre 1909 à Villemomble. Elle est la plus jeune fille d’Émile Louis Perey, propriétaire d'un moulin (qui meurt en mars 1914), et d'Anne Jeanne Ruissel. Elle a trois frères et une sœur : Jacques, Jean, Paul et Madeleine.
Elle suit des études à l'École d'enseignement technique féminine, dont elle sort avec le diplôme d'État de chimiste en 1929.
Elle rejoint alors l'équipe de Marie Curie à l'Institut du radium à Paris et y devient sa préparatrice particulière de 1929 à 1934. En 1934, à la mort de Marie Curie, Marguerite Perey obtient un poste de radiochimiste, toujours à l'Institut du radium, auprès du nouveau directeur André Debierne,. 
En 1939, Marguerite Perey isole par purification de lanthane contenant de l'actinium le premier isotope d'un élément chimique qui se place dans la case 87 encore vide du système périodique, en dessous du césium dans la classification périodique. Il était alors connu sous le nom provisoire eka-césium. Elle nommera cet élément francium en hommage à Marie Curie qui avait nommé le polonium,. C'est le dernier élément existant découvert à l'état naturel.
Ayant repris ses études pendant la guerre, Marguerite Perey soutient un doctorat de sciences à la Sorbonne en 1946, sur l'« Élément 87, actinium K » et devient maître de recherches au CNRS à l'Institut du radium sous la direction d'Irène Joliot-Curie jusqu'en 1949. Elle est alors nommée professeur titulaire de la chaire de chimie nucléaire à l'université de Strasbourg, dans l'Institut de recherche nucléaire tout juste créé. 
La nomination de Marguerite Perey à l'université de Strasbourg donne lieu à des publications dans les médias qui véhiculent nombre de fausses informations. Son nom est écorché en Pérey, Perrey, Perret, Perez, Pérez. 
En 1950, dans la rubrique « Ces Françaises étonnent les Français » du Figaro, le journaliste Fred Lomont donne des informations erronées qui seront reprises par d'autres journaux. On y apprend ainsi que Marguerite Perey aurait subi 12 opérations, qu'elle aurait perdu 2 doigts et qu'on l'aurait amputée du pouce, des informations fausses (en fait, elle avait perdu une phalange).
Le journaliste prétendait également qu'elle aurait fait une thèse en 1935 (1946), qu'elle aurait participé à la découverte de la radioactivité artificielle avec le couple Joliot-Curie, que son père serait mort en 1918 (il est mort en 1914) et que c'était un pasteur protestant (il était meunier).
À partir du début des années 1950, les nombreuses douleurs qu'elle ressent perturbent ses activités. En 1958, le Dr Warren, un Américain, lui fait passer en Suisse un scanner corps entier qui révèle la contamination de l'ensemble de son squelette à l'actinium, du fait des nombreuses manipulations des sources de ce radioélément au cours de sa carrière. Un cancer des os lui est diagnostiqué en 1960. Elle doit arrêter ses activités scientifiques puis s'installer à Nice pour se faire soigner dans une clinique où la progression de la maladie l'affaiblit progressivement. 
Marguerite Perey succombe à son cancer le 13 mai 1975,.
Elle-même victime des radiations, elle avait eu à cœur d'introduire dans ses laboratoires des mesures de protection.

## Découverte du francium
Dès les années 1870, la communauté des chimistes pensait qu'il devait exister un métal de type alcalin de numéro atomique 87, en dessous du césium dans la classification périodique. Il était alors connu sous le nom provisoire eka-césium. Les chercheurs essayaient de découvrir et d'isoler cet élément manquant. 
Au moins quatre annonces prématurées furent faites avant qu'il ne soit effectivement découvert par Marguerite Perey.
Le premier scientifique à annoncer avoir découvert l’eka-césium fut le chimiste russe D. K. Dobroserdov en 1925. 
Il baptisa l'élément russium, du nom de son pays. 
L'année suivante, en 1926, les chimistes anglais Gerald J. F. Druce et Frederick H. Loring analysèrent des clichés de rayons X du sulfate de manganèse. Ils remarquèrent des raies spectrales qu'ils attribuèrent à l'eka-césium. Ils annoncèrent alors leur découverte de l'élément 87 pour lequel ils proposèrent le nom alkalinium, puisque cet élément serait le plus lourd des métaux alcalins.
En 1930, le professeur Fred Allison, de l'Institut polytechnique de l'Alabama, annonça la découverte de l'élément 87 après l'étude de l'effet magnéto-optique d'échantillons de pollucite et de lépidolite et demanda que l'élément soit baptisé virginium, du nom de son État de naissance,. 
En 1934, sa découverte fut invalidée par le professeur MacPherson, de l'université de Californie à Berkeley.
En 1936, le physicien roumain Horia Hulubei et sa collègue française Yvette Cauchois étudièrent la pollucite en utilisant un appareil de spectroscopie de rayons-X haute résolution. Ils observèrent plusieurs raies d'émission de faibles intensités qu'ils attribuèrent à l'élément 87 et proposèrent de le baptiser moldavium, avec pour symbole Ml, du nom de la Moldavie, province où Hulubei était né. 
En 1937, ses travaux furent critiqués par le physicien américain F. H. Hirsh Jr.
Jean Baptiste Perrin, lauréat du prix Nobel de physique et mentor d'Hulubei, soutint le moldavium en tant que véritable eka-césium, cela en dépit de la découverte du francium par Marguerite Perey. Perey continua de réfuter les travaux d'Hulubei jusqu'au moment où la découverte de l'élément 87 lui fut attribuée à elle seule en 1939 .
Marguerite Perey travaillait à l'Institut Curie à la purification d'un échantillon d'actinium 227, élément se désintégrant avec une énergie de désintégration de 220 keV. Cependant, elle remarqua également des particules émises avec une énergie bien inférieure à 80 keV. Perey pensa que cette décroissance radioactive pouvait être due à la présence d'un produit de désintégration non identifié, produit qui serait éliminé durant la purification mais réapparaîtrait du fait de la désintégration de noyaux d'actinium. Des tests permirent d'éliminer la possibilité de présence de thorium, de radium, de plomb, de bismuth ou de thallium. 
Les propriétés chimiques du nouveau produit étaient celles d'un métal alcalin (par exemple la coprécipitation avec des sels de césium), ce qui conduisit Perey à penser qu'il s'agissait de l'élément 87, apparu suite à la désintégration de type α de l'actinium 227. Perey tenta alors de déterminer la proportion des désintégrations alpha et bêta pour l'actinium 227. Ses premiers tests lui permirent d'estimer la proportion de désintégration alpha à 0,6 %, valeur qu'elle révisa plus tard à 1 %.
Perey baptisa le nouvel isotope actinium-K, connu à l'heure actuelle sous le nom de francium 223, et en 1946 elle proposa de baptiser catium le nouvel élément. Elle savait en effet qu'il s'agissait de l'élément le plus électropositif de la classification périodique. 
La supérieure de Perey, Irène Joliot-Curie, s'opposa à ce nom, car, à l'oreille il semblait avoir plus souvent pour origine le mot chat que cation (en anglais cat signifie chat). 
Perey proposa alors francium, en hommage au pays dans lequel avait eu lieu la découverte. Ce nom fut adopté officiellement par l'Union internationale des chimistes en 1949 et reçut pour symbole Fa, symbole changé peu après en Fr. 
Le francium fut le dernier élément existant à être découvert à l'état naturel, après le rhénium en 1925. 
En décembre 1961, l'hebdomadaire pour enfants Fripounet et Marisette retrace la carrière de Marguerite Perey et sa découverte du francium dans une bande dessinée en trois épisodes intitulée Perette et l'Atome, en référence au surnom donnée à Marguerite Perey à l'Institut du radium et à la fable de La Fontaine, Perrette et le pot au lait. Elle y est cependant montrée comme une technicienne qui « n'a même pas le baccalauréat » et les académiciens s'y étonnent qu'avec si peu de diplômes elle « trouve ce qu'ils ont cherché pendant 10 ans ».  
Le 12 mars 1962, Marguerite Perey est la première femme élue correspondant de l'Académie des sciences.
C'est la première fois que la société savante, qui s'était refusée à accueillir Marie Curie, recevait une femme. Cette élection était sans précédent dans les quatre autres Académies, qui, avec l'Académie des sciences, constituent l'Institut de France.

## Sélection de publications
- Marguerite Perey, « Sur un élément 87, dérivé de l'actinium », C.R. Hebd. Seances Acad. Sci., vol. 208,‎ 1939, p. 97-99 (lire en ligne).
- Marguerite Perey, « Francium: élément 87 », Bull. Soc. Chim. Fr., vol. 18,‎ 1951, p. 779 (ISSN 0037-8968).
- Marguerite Perey et Jean-Pierre Adloff, « Sur la descendance de l'actinium k : 22387Fr », Journal de Physique et Le Radium, vol. 17, no 7,‎ 1956, p. 545-547 (lire en ligne).

## Distinctions

### Décorations
Le 16 août 1957, Marguerite Perey est nommée au grade de chevalier dans l'ordre national de la Légion d'honneur, faite chevalier de l'ordre le 28 mai 1959, promue au grade d'officier dans l'ordre le 18 mai 1960 et faite officier de l'ordre le 17 novembre 1960.
Elle est commandeur de l'ordre des Palmes académiques en 1960 et de l'ordre national du Mérite en 1973, le discours est prononcé par Alfred Kastler, prix Nobel de physique.

### Prix
- Prix Wilde de l'Académie des sciences (1950)
- Prix Le Conte de l'Académie des sciences (1960)
- Grand prix scientifique de la ville de Paris[4] (1960)
- Élue correspondante de l'Académie des sciences (1962) sur proposition de Francis Perrin
- Prix Lavoisier de la Société française de chimie[4] (1964)
- Médaille d'argent de la Société chimique de France[4] (1964)

## Hommages
- Une école élémentaire et une école maternelle de Strasbourg portent son nom, de même qu'une rue dans le quartier de la Robertsau[25] et une place à Palaiseau.
- La promotion 2017 de l'école d'ingénieur Télécom physique Strasbourg porte son nom.
- Une station de métro portant son nom est en construction à Palaiseau dans le cadre du Grand Paris Express, dont la mise en service est planifiée pour 2026.
- Le bâtiment des sciences du collège-lycée Victor-Duruy[Où ?] porte le nom « Marguerite Perey ».